# Jaghatsadzor
Jaghatsadzor ou Dzaghatsadzor (en arménien Ջաղացաձոր ; anciennement Sariyaghub) est une communauté rurale du marz de Gegharkunik, en Arménie. Elle compte 181 habitants en 2008.